# Plaza Mayor de Ocaña
La Plaza Mayor de Ocaña es una plaza de porte barroco que se empezó a edificar en 1777 por mandato de Carlos III en la localidad española de Ocaña, en la provincia de Toledo.

## Descripción
Su planta es un paralelogramo de 55 x 52,5 metros. La planta baja tiene soportales o galerías todo alrededor, formados por 70 pilares de sillería almohadillada, con piedra que probablemente proceda de las canteras de localidades vecinas, tales como Noblejas y Colmenar de Oreja. Sobre éstas, descansan arcos de medio punto de ladrillo, que soportan una construcción de dos alturas en las que hay balcones y en el tejado hay buhardillas. Su fachada más larga la configuran 18 arcos y la más corta 17. La superficie de la plaza está pavimentada en cantos rodados formando grandes casetones. Su grandeza impone y hace evocar aquella célebre expresión: "¿Dónde está la ciudad de esta plaza?".
En la plaza convergen, bajo arcos de medio punto, las principales calles de la villa: calle Mayor, calle del Mercado, calle de Roberto García Ochoa, calle de Santa Catalina, calle de Toledo y plaza del Doctor Espina y Capó.

## Historia
Hubo otra plaza en un principio, aunque no tan regular, con pórticos soportados por pies de madera. En ella, en la antigüedad, tenían lugar las fiestas taurinas, de las que se hace alusión en la obra dramática "Peribáñez y el Comendador de Ocaña", de Lope de Vega. Fue marco de un sinfín de acontecimientos históricos, siendo las Justas y Torneos los más comunes festejados en ésta y que el rey Alfonso XI en 1332 dictara en la villa sus célebres Ordenanzas.
Al acceder desde la calle Mayor, se hallaba la Real Cárcel (esquina derecha de la fachada este), así como la picota o rollo de justicia (atributo jurisdiccional concedido en el transcurrir del siglo XII, al pasar Ocaña a la Orden Militar de Santiago).
Desde el siglo XVI existía un proyecto para levantar una gran plaza, pero no se inició hasta el siglo XVIII, cuando en 1777 Don Francisco Sánchez de Madrid presentó un proyecto para sustituir la plaza primitiva por encontrarse en un avanzado estado de deterioro. El inicio de la construcción dio lugar en el año 1782, durante el reinando de Carlos III. Se abordó en primer lugar el levantamiento de la fachada Oeste. Desde 1791 y una vez terminadas las fachadas oeste, norte y sur, por este orden, permanecería la plaza sin concluir durante más de siglo y medio.
En plena Guerra de la Independencia y tras la batalla de Ocaña entre franceses y españoles, con desenlace desfavorable para los últimos, el general francés Jean de Dieu Soult, bombardeó la fachada oeste, o del Ayuntamiento, arrasando la mayor parte del Archivo Histórico Documental. El 6 de marzo de 1820, Enrique José O'Donnell, conde de la Bisbal, proclamó la Constitución española de 1812 ante el Regimiento de Infantería “Luchana” n.º. 28 en la plaza. En 1838, asistieron a misa en la plaza unos 12 000 soldados de las tropas del Marqués de las Amarillas al mando del General Don Baldomero Espartero. Entre 1848 y 1849 se ejecutó el enlosamiento de las galerías.

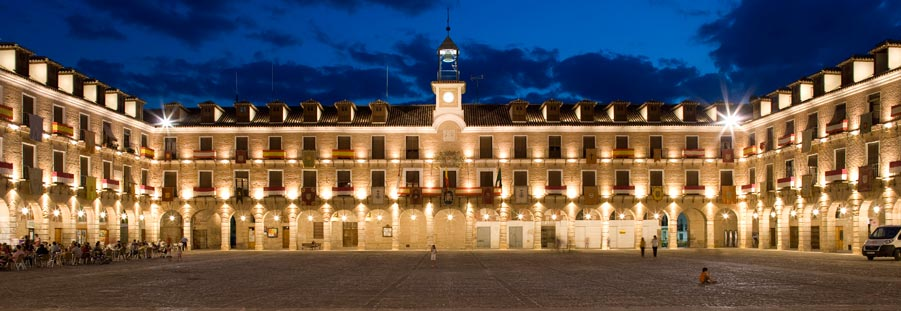
Vista nocturna de la plaza

En los años 1831 y 1868 dieron comienzo algunas obras en las que se intentaron terminar la fachada este de la plaza, la que da a la Calle Mayor, aunque no fue hasta 1961, con motivo de la Coronación Canónica de Nuestra Señora Virgen de los Remedios (patrona de Ocaña), cuando se inauguró dicha fachada. Ese evento congregó en el recinto cerca de unas 25 000 personas. En 1969 se pavimenta la plaza y en 1980 se reemplaza el chapitel que aloja la campana por uno nuevo, reproducción del destruido en la guerra civil española. Esta campana, de nombre Santa María, había sido fundida en el siglo XVII y según la tradición, fue donada por la princesa Isabel I de Castilla. Su diámetro es de 1,11 metros con una altura de 1 metro y pesa 390 kilogramos. Aunque no fue éste su emplazamiento originario, no se puede rechazar que desde su montaje en la desaparecida iglesia de San Pedro —edificada detrás de la fachada oeste de la plaza— ha estado repicando casi continuamente durante al menos cuatro siglos. En 1986 se restaura la fachada oeste y se instalan unos faroles adosados en sus cuatro fachadas. El 21 de julio de 1981 se inicia el expediente solicitando que la plaza sea declarada Monumento Histórico Artístico Nacional. En 1987 se ubica en el centro de la Plaza Mayor una enorme farola, obra del hijo de Ocaña, Luis Suárez.
El 18 de junio de 2002 fue declarada Bien de Interés Cultural con la categoría de conjunto histórico, mediante un decreto publicado el día 21 de ese mismo mes en el Diario Oficial de Castilla-La Mancha.
El 31 de mayo de 2006 tuvo lugar un acto de inauguración de las obras de restauración de esta plaza, tras 6 años de reformas actuando en cada una de las cuatro fachadas. Aparte de la restauración arquitectónica de los pilares, fachadas y arcos, se quitó la farola que estaba en el centro y se instaló una nueva iluminación alrededor de la plaza, tanto en la fachada como en los arcos. La farola mencionada fue trasladada a una plaza cercana, la Plaza del Mercado pero sin los plintos de ladrillo que tenía para levantarla aún más del suelo.
Aparece en la película "Sangre en el ruedo" rodada en 1969.